# Changan Alsvin V3
La Changan Alsvin V3 è un'autovettura prodotta dalla casa automobilistica cinese Chang'an Motors dal 2013 al 2017.

## Descrizione

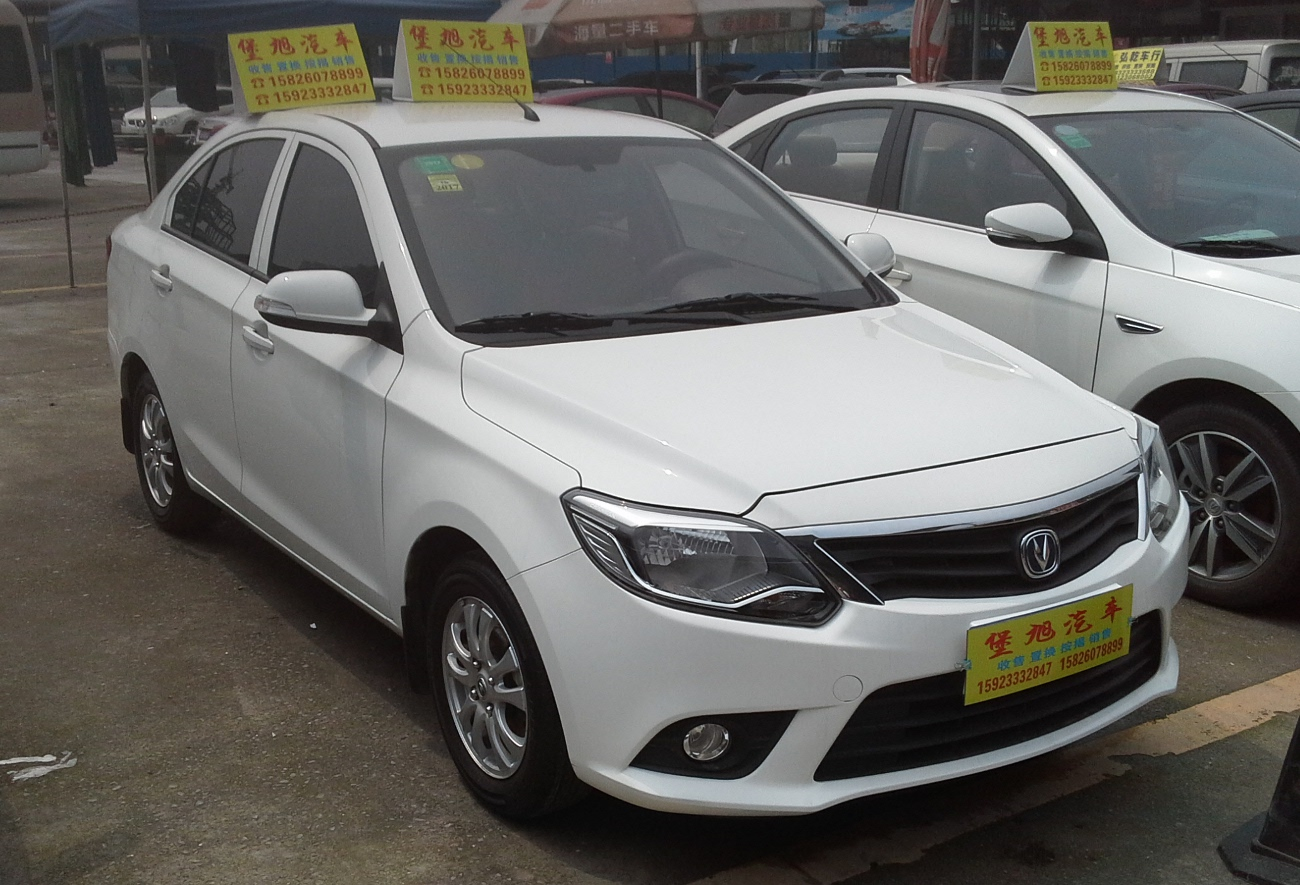
Alsvin V3 Restyling

Anticipata dalla concept car Changan B501, la berlina Alsvin V3 nella versione per la produzione in serie ha debuttato al Salone dell'Auto di Guangzhou nel 2011, venendo lanciata sul mercato nel giugno 2012. La Alsvin V3 è leggermente più piccola e si va a posizionare sotto la Changan Alsvin V5. L'Alsvin V3 è alimentato da un motore quattro cilindri aspirato da 1,3 litri che eroga 69 kW e 121 Nm, abbinato ad un cambio manuale a 5 marce. 
La versione restyling ha debuttato al Guangzhou Auto Show 2014, venendo introdotta sul mercato cinese nei primi mesi del 2015. L'aggiornamento si concentra sulla parte anteriore con una nuova griglia simile a quelle dell'Alsvin V7. A ciò si aggiunge una nuova motorizzazione a quattro cilindri in linea siglata EA14 da 1,4 litri abbinata a una trasmissione automatica a 5 marce.